# Luidia foliolata
Luidia foliolata är en sjöstjärneart som först beskrevs av Grube 1866.  Luidia foliolata ingår i släktet Luidia och familjen sprödsjöstjärnor. Inga underarter finns listade i Catalogue of Life.